# Embarrassing cheque
 (janvier 2020).
Si vous disposez d'ouvrages ou d'articles de référence ou si vous connaissez des sites web de qualité traitant du thème abordé ici, merci de compléter l'article en donnant les références utiles à sa vérifiabilité et en les liant à la section « Notes et références ».
 (janvier 2020).
 (août 2024).
Le chèque embarrassant (Embarassing cheque) est une légende urbaine sur un mécanisme d'escroquerie. 

## Description
L'escroquerie, si tant est qu'elle existe, serait réalisée par des entreprises dont l'offre propose du contenu pornographique et autres articles relatifs au sexe sous un nom explicite (comme « The Anal Sex and Fetish Pornography Company »). Les clients sont assurés qu'au cours de la transaction, le nom de l'entreprise n'est pas donnée, et qu'ils ont la possibilité de la réaliser auprès d'une autre entreprise au nom plus commun, pour qu'ainsi n'apparaissent aucun nom compromettant sur leurs relevés de compte ou autres documents bancaires. Mais en réalité, l'entreprise n'aurait aucun produit à vendre. 
Une fois qu'un nombre suffisant de clients auraient payé pour se faire livrer des produits, l'entreprise enverrait à chacun d'eux une lettre d'excuse accompagnée d'une solution de remboursement - un chèque sur lequel serait inscrit le montant de la facture payée et le nom de l'entreprise explicite. 
L'escroquerie fonctionnerait grâce à l'embarras qu'elle crée chez le potentiel client. En effet, ne voulant pas faire connaître leurs achats, les clients ne réclameraient pas le chèque de remboursement affichant le véritable nom de la compagnie. Ainsi, les escrocs conserveraient l'argent des achats fait par les escroqués (les auteurs de snopes.com ont fait remarquer que les clients pouvaient se faire rembourser via internet sans avoir à interagir avec le personnel bancaire, mais que cela ne retirerait toutefois pas l'intitulé du chèque de leur dossier client).
Nul ne sait si cette escroquerie s'est réellement produite ou non. Elle est mentionnée dans le film Lock, Stock et Two Smoking Barrels et la série télévisée Eureka Street, mais existait déjà auparavant comme étant une légende urbaine. 